# Bezirk Königgrätz

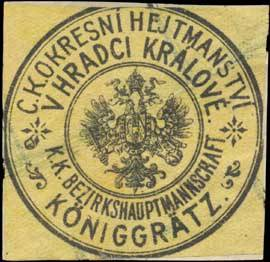
Siegelmarke Okresní hejtmanství v Hradci Králové / Bezirkshauptmannschaft Königgrätz

Der Bezirk Königgrätz (tschechisch Politický okres Hradec Králové) war ein Politischer Bezirk im Königreich Böhmen. Der Bezirk umfasste Gebiete in Ostböhmen im heutigen Královéhradecký kraj (Okres Hradec Králové). Sitz der Bezirkshauptmannschaft (Okresní hejtmanství v Hradci Králové) war die Stadt Königgrätz (Hradec Králové). Das Gebiet gehörte seit 1918 zur neu gegründeten Tschechoslowakei und ist seit 1993 Teil Tschechiens.

## Geschichte
Die modernen, politischen Bezirke der Habsburgermonarchie wurden 1868 im Zuge der Trennung der politischen von der judikativen Verwaltung geschaffen.
Der Bezirk Königgrätz wurde 1868 aus den Gerichtsbezirken Hořitz (soudní okres Hořice), Nechanitz (Nechanice) und Königgrätz (Hradec Králové) gebildet.
Zum 1. Oktober 1903 wurde der Gerichtsbezirk Hořice aus dem Bezirk Königgrätz ausgeschieden, wobei er in der Folge gemeinsam mit dem Gerichtsbezirk Neupaka (Nová Paka) aus dem Bezirk Jičin den Bezirk Neupaka bildete.
Im Bezirk Königgrätz lebten 1869 84.791 Personen, der Bezirk umfasste ein Gebiet von 11,8 Quadratmeilen und 133 Gemeinden.
1900 beherbergte der Bezirk 67.577 Menschen, die auf einer Fläche von 459,56 km² bzw. in 96 Gemeinden lebten.
Der Bezirk Königgrätz umfasste 1910 eine Fläche von 459,54 km² und war von 74.125 Personen bewohnt. Von den Einwohnern hatten 1910 73.131 Tschechisch und 721 Deutsch als Umgangssprache angegeben. Des Weiteren lebten im Bezirk 273 Anderssprachige oder Staatsfremde. Zum Bezirk gehörten zwei Gerichtsbezirke mit insgesamt 96 Gemeinden bzw. 98 Katastralgemeinden.